# Бори де Сен-Венсан, Жан-Батист
Жан-Бати́ст Жорж Мари́ Женевье́в Марселле́н Бори́ де Сен-Венса́н (фр. Jean-Baptiste George Marie Geneviève Marcellin Bory de Saint-Vincent; 6 июля 1778 — 22 декабря 1846) — французский ботаник, естествоиспытатель, вулканолог и путешественник.

## Жизненный и научный путь
В 1791—1793 годах изучал медицину и хирургию.

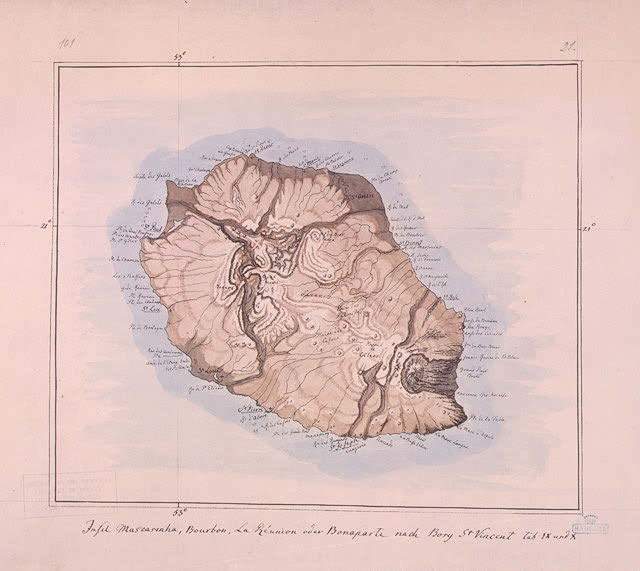
Карта острова Реюньон. Рисунок Бори де Сен-Венсана.

С молодых лет выказывал особую любовь к естественным наукам и в 1798 устроился в качестве натуралиста в экспедицию капитана Николя Бодена в Австралию, но по дороге — на Маврикии — отстал от него и до 1802 года посетил и исследовал близлежащие к Африке острова, как в Атлантическом, так и Индийском океане, в том числе Реюньон. Результаты этого путешествия он изложил в «Essai sur les îles fortunées et l’antique Atlantide, ou précis de l’histoire générale de l’archipel des Canaries» (Париж, 1803) и «Voyage dans les quatres principales îles des mers d’Afrique, Ténériffe, Maurice, Bourbon et Sainte-Hélène» (3 тома, Париж, 1804).
После своего возвращения капитан драгун французской армии Бори принимал участие в битвах при Ульме и Аустерлице, в 1808 году отправился в Испанию, где служил в генеральном штабе маршала Сульта. Награждён орденом Почётного легиона.
После возвращения Наполеона в 1815 году Бори служил в чине полковника, а вследствие этого по декрету об амнистии должен был на 6 лет удалиться из Франции. И с 31 января 1816 года проживал в Ахене, а затем в Брюсселе, где издавал вместе с Ван Монсом «Annales de sciences physiques» (8 томов, 1819—1821).
Тогда же написан им «Voyage souterrain» (Париж, 1821), после посещения каменоломен близ Маастрихта.
Возвратившись во Францию в 1820 году, Бори писал много в либеральных журналах, а в 1829-м поставлен во главе экспедиции в Морею и на Кикладские острова. Отчёт о ней составил сочинение «Expédition scientifique de Morée» (Париж и Страсбург, 1832 год, с атласом), в котором отдел ботаники обработан Бори.
В 1832 году принимал участие в создании Французского энтомологического общества.
Затем издал ещё вместе с Л. А. Шобардом «Nouvelle flore du Péloponnèse et des Cycklades».
В 1830 году избран членом Французской Академии наук после смерти Ламарка.
Общее внимание обратило на Бори также его сочинение «L’homme, essai zoologique sur le genre humain» (2 тома, 2-е издание, Париж, 1827).
Кроме того, участвовал во многих научных журналах, редактировал «Dictionnaire classique de l’histoire naturelle» (в 17 томах; 1822—1831, совместно с Жоффруа Сент-Илером) и в 1839 году взял на себя руководство учёной комиссией, посланной правительством в Алжир.

## Растения, описанные Бори
Роды (в алфавитном порядке латинских названий):
- Angraecum Bory
- Anthactinia Bory
- Astephananthes Bory
- Aubertia Bory
- Callipteris Bory
- Drynaria (Bory) J.Sm.
- Dufourea Boryex Willd.
- Ecballium A.Rich. in Bory
- Feea Bory
- Hubertia Bory
- Hymenostachys Bory
- Lastrea Bory
- Ludisia A.Rich. in Bory
- Marginaria Bory
- Monactineirma Bory
- Selliguea Bory
- Vetiveria Bory

Список видов растений, описанных Бори, смотри на International Plant Names Index.

## Печатные труды
- Voyage dans les Îles d’Afrique. — 1803.
- Essais sur les Îles Fortunées. — 1804.
- Voyage souterrain, ou description du plateau de Saint-Pierre de Maestricht et de ses vastes cryptes. — 1821.
- Essai d’une classification des animaux microscopiques. — 1826.
- Résumé de la géographie de la Peninsule. — 1838.

## О нём
- фр. Sauvageau C. Bory de Saint-Vincent, d’après sa correspondance publiée par M. Lauzun. // Journal de Botanique, 1908, 2e Série, 1: 198—222
- исп. Juan C. Castañón y Francisco Quirós. La contribución de Bory de Saint-Vincent (1778—1846) al conocimiento geográfico de la Península Ibérica. Redescubrimiento de una obra cartográfica y orográfica olvidada. // Ería. Revista cuatrimestral de Geografía, num. 64-65, 2004, pp. 177—205